# Viktor Astafiev
Viktor Petrovitch Astafiev (em russo:  Виктор Петрович Астафьев) foi um escritor russo notável.
V. Astafiev nasceu 1 de maio de 1924 na aldeia de Ovsianka que fica à beira do rio Ienissei, não longe de Krasnoyarsk. Viktor põe-se ficar sem a sua mãe qual pereceu em consequência do acidente, naquele tempo ele tem 7 anos. Antes disso o seu pai foi metido na prisão. O menino viva com os seus avós alguns anos, lembranças claras sobre esta parte da infância serão representados na autobiografia "A Reverência Última". O pai sai da prisão, casa-se na segunda vez e parte trazendo Viktor para Igarka onde há parentes do pai deportados (vítimas de deskulakização). Aí Astafiev em breve torna-se sem lar e coloca-se para orfanato, depois da terminação da escola ele parte do orfanato para Krasnoyarsk onde estuda e trabalha em ferrovia.
No outono de 1942 V. Astafiev parte para frente de batalha da Grande Guerra Patriótica como voluntário, combate por motorista, exprolador de artilharia ou empregado do serviço de telecomunicações. Era ferido grave pelas algumas vezes. Durante a toda partipação na guerra Viktor Astafiev era soldado raso. Ele casa-se em 1945, depois da desmobilização instala-se em Tchussovoi, a cidade de pátria da sua mulher. O seu primeiro conto publica-se num jornal de Tchussovoi em 1951, desse ano Astafiev trabalha no esse jornal. O seu primeiro livro "Até primavera próxima" publica-se em Perm em 1953, depois mais suas obras publicam-se em Perm e Ecaterimburgo.
Em 1958 Astafiev admite-se à União de escritores da URSS. Em 1959-1961 ele estuda nos Cursos Literários Superiores em Moscou, daquele tempo as suas obras publicam-se em Moscou também, o escritor torna-se renomado ao todo país.
Assuntos básicos da criação de V. Astafiev são rurais e militares, contos para crianças sobre natureza também. Mais ele tomava parte nas traduções literárias dos outros escritores para a língua russa.
O escritor em 1962 muda para Perm, em 1969 - para Vologda, em 1980 - para Krasnoyarsk. Ele morreu 29 de novembro de 2001 em Krasnoyarsk, foi enterrado em Ovsianka.
Obras de Viktor Astafiev foram publicadas nas traduções para muitas línguas do mundo.

## Obras fundamentais
- Até primavera próxima (1953; "До будущей весны"; romance)
- Neves derretem (1958; "Тают снега"; romance)
- A Passagem Serrana (1958-1959; "Перевал") (foi publicada nas línguas alemã, finlandesa, húngara, letã, sueca, ucraniana também[1])
- Starodub (1960; "Стародуб") (foi publicada na línguas cazaque, tcheca, ucraniana também[1])
- A Chuva de Estrelas (1960; "Звездопад") (foi publicada na línguas letã, tártara, ucraniana também[1])
- O Cavalo com Crina Rosada (1963; "Конь с розовой гривой") (foi publicada na línguas alemã, castelhana, inglesa também[1])
- O Furto (1966; "Кража") (foi publicada na línguas alemã, cazaque, eslovaca, letã, tártara, tcheca, ucraniana também[1])
- Algures guerra está a rebombar (1967; "Где-то гремит война") (foi publicada na línguas letã, norueguesa também[1])
- A Reverência Última (1968; "Последний поклон") (foi publicada na línguas alemã, búlgara, eslovaca, letã, lituana, neerlandesa, moldávia, polaca, sueca, tártara, tcheca também[1])
- O Peixe Tsar (1976; "Царь-рыба") (foi publicada na línguas búlgara, coreana, dinamarquesa, eslovaca, estónia, francesa, húngara, inglesa, letã, lituana, moldávia, mongol, neerlandesa, polaca, romena, tártara, tcheca, ucraniana também[1])
- Desculpa-me! (1980; "Прости меня"; peça)
- A Pesca de Gobiões na Geórgia (1984; "Ловля пескарей в Грузии")
- O Detetive Triste (1987; "Печальный детектив") (foi publicada na línguas alemã, árabe, bielorrussa, búlgara, cazaque, eslovaca, estónia, dinamarquesa, francesa, georgiana, letã, tcheca, ucraniana também[1])
- O Pastor e a Pastora (1967-1971-1989; "Пастух и пастушка") (foi publicada na línguas alemã, búlgara, eslovaca, estónia, georgiana, húngara, letã, polaca, romena, turcomena, tuviniana, ucraniana também[1])
- Liudinha (1989; "Людочка")
- Eu queria viver muito (1995; "Так хочется жить")
- Malditos e Matados (1995; "Прокляты и убиты"; romance)
- Overtone (1995-1996; "Обертон")
- Da luz calma (1961, 1975, 1992, 1997; "Из тихого света")
- O Soldado Alegre (1998; "Весёлый солдат")